# Pesem ljubezni (Giorgio de Chirico)
Pesem ljubezni (znana tudi kot Le chant d'amour ali Ljubezenska pesem) je slika iz leta 1914 italijanskega metafizičnega slikarja Giorgia de Chirica. Je eno najbolj znanih Chiricovih del in zgodnji primer nadrealističnega sloga, čeprav je bilo naslikano deset let preden je gibanje 'ustanovil' André Breton leta 1924.
Prikazuje arhitekturno okolje na prostem, podobno drugim Chiricovim delom v tem času. Tokrat pa je glavni poudarek majhna stena, na kateri sta pritrjeni grško izklesana glava in kirurška rokavica. Pod njima je zelena krogla. Na obzorju je obris lokomotive, podoba, ki se večkrat ponovi v tem obdobju Chiricove kariere in ki je bila interpretirana kot simbol de Chiricovega očeta, inženirja, ki je sodeloval pri načrtovanju železniških prog v Grčiji.

## Metafizično umetniško gibanje
Metafizično umetniško gibanje sta ustvarila Chirico in Carlo Carrà, ki je bil prej futurist. Te slike bi upodabljale italijanske mestne trge, ki so nenaravno brez ljudi. Ti mestni trgi bi pogosto vključevali skupino predmetov, ki zagotavljajo čudno jukstapozicijo. S temi gonilnimi elementi v svojih slikah je Chirico ustvaril sanjsko resničnost, ki je presegala fizični svet. Vidiki, kot je nenavadno združevanje predmetov v Pesmi ljubezni, so tisto, na kar so se André Breton in nadrealisti zgledovali, ko so organizirali svoje gibanje. Čeprav je dejansko umetniško gibanje trajalo le šest mesecev, ko sta Chirico in Carrà delala skupaj, je metafizična umetnost gibanje, povezano z vsem Chiricovim delom po letu 1911.

## Slika
Chirico predstavlja doprsni kip klasične skulpture, gumijasto žogo in gumijasto rokavico na platnu med nekaterimi stavbami z mimo vozečim vlakom v prizoru, ki vzbuja občutek zmede. Doprsni kip bi lahko bil prikaz Chiricove ljubezni do klasične umetnosti in izginjajoče dobe. Chirico uporablja gumijasto rokavico kot model roke, ki implicira praznino človeške prisotnosti. Stavbe so postavile prizor, ki spominja na mestne krajine Chiricove preteklosti.